# NGC 4494
NGC 4494 (również PGC 41441 lub UGC 7662) – galaktyka eliptyczna (E1), znajdująca się w gwiazdozbiorze Warkocza Bereniki. Odkrył ją William Herschel 6 kwietnia 1785 roku. Jest to galaktyka z aktywnym jądrem typu LINER.